# Monge da Silva
David Manuel Monge da Silva, natural de Vila Nova de São Bento (Serpa), é professor universitário de História do Desporto e Treino no Desporto na Universidade Autónoma de Lisboa. Foi preparador físico de diversas equipas de futebol, nomeadamente:
- do Benfica no início da década de 80.
- do Portimonense na época de 1985/1986 .
- do Vitória Futebol Clube na época de 1984/85

Responsável pelo Gabinete de Metodologia do Treino do Complexo Desportivo do Jamor (pelo menos em 2004) .
“O treino desportivo não é apenas um problema de escolha de exercícios (o que fazer), é também e principalmente um problema de doseamento (quando e quanto treinar)” -
Monge da Silva in "Metodologia do Treino Desportivo", ISEF, LISBOA.

## Obras
Autor de várias obras e palestras na área do desporto, nomeadamente:
- "Planeamento de Treino"
- Co-autor de "JUDO" conjuntamente com José Costa Branco, Fernando Costa Matos e Fausto Martins de Carvalho - Centelha 1983.
- "Caracterização da Carga no Treino da Força", Perspectivas XXI, 2001.